# Economy, Pennsylvania
Economy là một thị trấn thuộc quận Beaver, tiểu bang Pennsylvania, Hoa Kỳ. Năm 2010, dân số của thị trấn này là 8970 người.